# 九月鷹飛
《九月鷹飛》為古龍中期作品，為「邊城浪子三部曲」之二，也是小李飛刀系列之三，1973年南琪出版，為《邊城浪子》的后傳。因與《多情劍客無情劍》關聯性高於《邊城浪子》，所以常被誤為先有此書后有《邊城浪子》。

《九月鷹飛》，天地圖書出版社版本，1997年出版

## 主要人物
- 葉開：「小李探花」李尋歡的傳人，也是用小李飛刀
- 丁靈琳：葉開的情人
- 上官小仙：金錢幫幫主，上任幫主上官金虹及林仙兒之女

## 次要人物
- 郭定：「嵩陽郭定」，為《兵器譜》中排第四「嵩陽鐵劍」郭嵩陽的堂弟。
- 呂迪：「白衣劍客」呂迪。他是「銀戟溫侯」呂鳳先的堂侄。
- 崔玉貞：她正是玉簫道人的女弟子中，長得最媚的一個。她是個非常細心的女人。喜歡葉開。
- 楊天：「飛孤」。他不但是近十年來江湖中最出名的獨行盜，也是近十年來輕功練得最好的一個人。
- 東海玉簫：昔年的《兵器譜》上「東海玉簫」名列第十，玉簫道人武功淵博，據說身兼十三家之長，掌中這根玉簫，既可打穴，也可作劍用，簫管中還藏著極厲害的暗器。
- 韓貞：黑白兩道全都聞名喪膽的「鐵錐子」韓貞。
- 葛病：「萬寶箱，乾坤傘，閻王沒法管」的葛病。天下第一神醫，連閻王都管不了他，因為死人也常常被他救活。

## 小說目錄
1. 青城死士
2. 南海娘子
3. 攝魂大法
4. 紅顏薄命
5. 飛狐楊天
6. 七歲美人
7. 要命娃娃
8. 金錢幫主
9. 嵩陽鐵劍
10. 群鷹飛起
11. 東海玉簫
12. 冷夜离魂
13. 海市蜃樓
14. 奪命飛刀
15. 惺惺相惜
16. 虎穴嬌娃
17. 柔情蜜意
18. 相見恨晚
19. 甘為情死
20. 除夕之夜
21. 鴻賓客棧
22. 四大天王
23. 吹笛的人
24. 悲歡离合
25. 驚魂一刀
26. 風流寡婦
27. 寒夜黑星
28. 身外化身
29. 魔教血書
30. 久別重逢
31. 漫天要價
32. 飛狐歸天
33. 情深似海
34. 雙重身份
35. 一決胜負

## 改編成電台電視電影廣播劇
電視：
- 1978年：《金刀情俠》，佳藝電視出品，編導：徐克；主演：天龍（葉開）、鄭裕玲（丁靈琳）、余安安（上官小仙）。
- 1986年：《九月鷹飛》，亞洲電視出品，監製：王心慰；主演：劉松仁（葉開）、魏秋樺（丁靈琳）、陳復生（上官小仙）、吳鎮宇（墨白，白衣人，青城死士）、葉子楣（心姑）。

電影:
- 1981年：《九月鷹飛》，台灣電影，編導：王瑜；演員：孟飛、楊鈞鈞、石峰、凌雲、李立群等。

## 外部連結
- 小李飛刀
- 金錢幫